# Polizeiruf 110: Kindeswohl
Kindeswohl ist ein Fernsehfilm von Lars Jessen aus dem Jahr 2019. Es ist die 376. Folge innerhalb der Krimireihe Polizeiruf 110. Das Rostocker Ermittlerduo Kriminalhauptkommissar Alexander Bukow (Charly Hübner) und die LKA-Beamtin Katrin König (Anneke Kim Sarnau) ermittelt in seinem 19. Fall. Die Haupt-Gaststars dieser Folge sind Junis Marlon, Jack Owen Berglund, Christina Große, Ilona Schulz und Anna Brüggemann.

## Handlung
Der in einem Heim für schwererziehbare Jugendliche untergebrachte Keno befindet sich auf der Flucht aus dem Heim, als er in einem Waldstück auf den Leiter des privaten Kinderheimträgers, Stig Virchow, trifft. Keno stand unter Hausarrest und wird entsprechend von Virchow angegangen, den er daraufhin erschießt. Augenzeuge wird Kenos Begleiter Samuel, der Sohn von Kriminalhauptkommissar Alexander Bukow. Anschließend flüchtet Keno mit Samuel zu Fuß und als Tramper ostwärts, in Richtung Polen.
Das Verschwinden der beiden Jugendlichen, das schnell auffällt, sowie Fußspuren im Schnee, lassen darauf schließen, dass Keno und Samuel etwas mit dem Mord an Virchow zu tun haben. Bei der Sichtung des Überwachungsvideos eines Ladengeschäfts, in dem die Jungen Alkohol stehlen, zerschlägt sich für die Kriminalbeamten der Verdacht, dass Samuel von Keno als Geisel genommen worden ist. Um das mögliche Ziel der Jugendlichen herauszufinden, ermitteln Kriminalkommissarin König und ihre Kollegen im Kinderheim und im Jugendamt. Dabei wird aufgedeckt, dass die zuständige Beamtin im Jugendamt hauptsächlich aus finanziellen Erwägungen heraus mit dafür gesorgt hat, dass deutsche Kinder im osteuropäischen Ausland in Pflegefamilien untergebracht werden. Zu jenen Kindern gehört auch Otto, Kenos älterer Halbbruder, der nun – stark suizidgefährdet wegen des tristen Lebensumfeldes – in einer religiösen Familie auf einem abgelegenen, heruntergekommenen polnischen Bauernhof leben und arbeiten muss.
Während die Kommissare Bukow und König die beiden Mordverdächtigen ostwärts verfolgen, erreichen diese den Bauernhof kurz vor ihnen. Zu diesem Zeitpunkt ist Otto aber schon tot; getötet, indem er sich in selbstmörderischer Absicht unter den rückwärts fahrenden Pick-up seines Pflegevaters gelegt hat. Nachdem sich Keno von dem Pflegevater an den Ort hat bringen lassen, an dem dieser Otto kurz zuvor vergraben hat, können die hinzukommenden Kommissare die Situation auflösen, bevor der Pflegevater auch Keno tötet.

## Dreharbeiten, Premiere
Die Filmaufnahmen entstanden im Zeitraum 20. Februar bis 21. März 2018. Gedreht wurde in Rostock, Völschow, Neu Wulmstorf, Großhansdorf, Łęgi und Buk in Polen sowie in Hamburg. Die Premiere erfolgte am 12. März 2019 beim Deutschen FernsehKrimi-Festival in Wiesbaden.

## Rezeption

### Einschaltquote
Die Erstausstrahlung von Polizeiruf 110: Kindeswohl am 7. April 2019 wurde in Deutschland von insgesamt 7,84 Millionen Zuschauern gesehen und erreichte einen Marktanteil von 21,4 Prozent für Das Erste.

### Kritik
Inna Hartwich von der Neuen Zürcher Zeitung führte aus: Der neue Rostocker ‚Polizeiruf‘ ist keine Whodunit-Geschichte. ‚Kindeswohl‘ erzählt von Kindern, die an Pflegefamilien im Ausland gegeben werden. Ein verstörender, ein passender Fall für König und Bukow. (…) Der Regisseur Lars Jessen liefert mit der ‚Polizeiruf‘-Folge ‚Kindeswohl‘ einen ambivalenten Krimifall, der die menschliche Kaltblütigkeit aus unterschiedlichen Blickwinkeln beleuchtet – und vieles bewusst im Dunkeln lässt.
Ernst Corinth/RND vom Göttinger Tageblatt meinte: „Dieser ‚Polizeiruf 110‘ will mehr als nur unterhalten. Der Regisseur Lars Jessen und seine Mitdrehbuchautorin Christina Sothmann erzählen also nicht nur packende und teilweise richtig anrührende Beziehungsdramen – dazu zählt auch das äußerst angespannte Verhältnis zwischen Bukow und König. Ihr Film klagt vor allem an. Im Fokus der Kritik sind die völlig überforderten Jugendämter und das damit verstärkt einhergehende Engagement von privat betriebenen Einrichtungen in der Jugendhilfe.“
In der Süddeutschen Zeitung schrieb Claudia Tieschky: „Was passiert, wenn man Kinder nicht mehr erreicht, wenn sie entgleiten? In diesem Winterfilm (Regie: Lars Jessen) hängt die Antwort mit brutaler Konsequenz vom sozialen Status ab, aber auch davon, ob da jemand ist, der ein Kind schützt. (…) Schwerer Stoff, zu dem man sich mehr Informationen wünschte als den dürren Satz im Abspann: ‚Derzeit leben etwa 850 Kinder aus Deutschland in Pflegefamilien im europäischen Ausland.‘ Generell macht es sich das Drehbuch (Christina Sothmann, Lars Jessen, Elke Schuch) nicht einfach.“
Heike Hupertz war in der Frankfurter Allgemeinen Zeitung der Meinung: „‚Kindeswohl‘, der neue Fall von Katrin König (Anneke Kim Sarnau) und Alexander Bukow (Charly Hübner) ist gewohnt deprimierend, ästhetisch aus dem Krimieinerlei herausragend gefilmt (Kamera Kristian Leschner) und stark gespielt. Dass der ‚Polizeiruf 110‘ zum besseren ‚Tatort‘ geworden ist, zeigt sich bei dem von Christina Sothmann, Lars Jessen und Elke Schuch geschriebenen und von Lars Jessen in trostlose Schwedenkrimi-Szenerie gesetzten Film einmal mehr.“
Der Film-Dienst bewertete den Film mit drei von fünf möglichen Sternen und fällte das Urteil: „Eindrucksvoll durch die intensive Leistung der Hauptdarsteller“, aber auch „recht schematisch“ in der Zeichnung der Nebenfiguren.

„Während bei Bukow die biografischen Details relativ stimmig von Folge zu Folge weiterentwickelt worden sind, geriet bei König die lineare Entwicklung ins Schlingern. Jetzt ist sie oft nur noch eine Randfigur, was angesichts der darstellerischen Präsenz der sensationellen Schauspielerin Anneke Kim Sarnau unangemessen ist, aber auch angesichts des Potenzials der Rolle.“